# سردر دانشگاه تهران
سردر اصلی دانشگاه تهران در سال‌های ۱۳۴۵–۱۳۴۶ خورشیدی بر پایه طرحی از کوروش فرزامی، یکی از دانشجویان دانشکده هنرهای زیبای دانشگاه تهران ساخته شد. محاسب این طرح سیمون سرکیسیان بود. ساخت آن را شرکتی ایرانی به نام «شرکت آرمه» به پایان برد. سردر دانشگاه حدود ۷.۸ متر ارتفاع دارد. و عرض هر یک ۹.۷ متر است.

این اثر در ۱۸ آبان ۱۳۷۸ به شماره ۲۴۴۵ در فهرست آثار ملی ایران به ثبت رسیده‌است.

## پیشینه

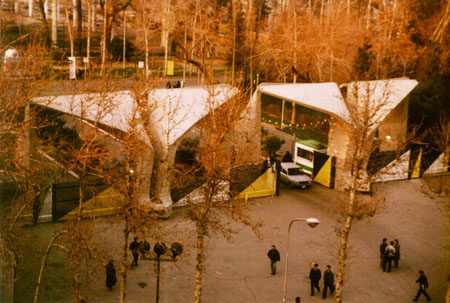
سردر دانشگاه تهران

اگرچه تاریخ ساخت سردر را در سال‌های ۴۶–۴۵ می‌دانند، اما تا سال ۱۳۴۸ هیچ سندی در خصوص آن در آرشیو دانشگاه مشاهده نشده‌است. در نشریه شماره ۲ «هنر معماری» (تیر، مرداد و شهریور ۱۳۴۸) عکس‌هایی از سردر دانشگاه تهران به چاپ رسیده‌است و در ذیل آن نام طراح و محاسب سردر آورده شده‌است. این منبع از کوروش فرزامی به عنوان طراح و سیمون سرکیسیان محاسب آن یاد کرده‌است. علاوه بر این در کتابچه راهنمای دانشگاه تهران (۱۳۵۱) نیز عکس سردر چاپ شده‌است.
کوروش فرزامی فارغ‌التحصیل ۱۳۴۳ از دانشگاه تهران این طرح را همزمان با فارغ‌التحصیلی خود ارائه داد. در آن سال، به دستور ریاست وقت دانشگاه طرحی در میان دانشجویان به مسابقه گذاشته شد؛ از میان طرح‌های رسیده طرح دانشجویی به نام کورش فرزامی از دانشکده هنرهای زیبا به عنوان طرح برتر برگزیده شد.
هوشنگ سیحون استاد معماری و رئیس سابق دانشکده هنرهای زیبای دانشگاه تهران که به عنوان طلایه‌دار معماری نوگرای ایرانی شناخته می‌شود، در این رابطه گفته‌است:
کوروش فرزامی از دانشجویان من بود که به سبب استعداد و پشتکارش در سال‌های پایانی دانشجویی در دفتر من کار طراحی و معماری می‌کرد و در سال آخر دانشجویی‌اش این طرح را ارائه داد و مشغول اجرای آن نیز شد. این بنا که به صورت بتن مسلح عریان (بتن آرمه اکسپوز) اجرا شده‌است، طوری که پایه‌ها از کنار هم به بالا می‌روند؛ نمادی از آزادی و آزادگی و مثبت‌اندیشی است و اگر از دور به این سازه نگاه شود، پایه که نزدیک هم هستند؛ در بالا یک فضای باز شبیه طاق شکسته ایرانی را نشان می‌دهد که مبین به‌کارگیری معماری اصیل ایرانی در این کار مدرن است. کار اجرای طرح، ابتدا به یک شرکت پیمانکار سوییسی واگذار شد که به دلیل نواقص مربوط به مراحل قالب‌بندی از ادامه کار توسط این شرکت ممانعت شد و سرانجام شرکت پیمانکاری ایرانی «شرکت آرمه» این طرح را اجرا نمود.
شرکت آرمه هزینه اجرای طرح را مبلغ ۲۴ هزار و ۵۰۰ تومان اعلام کرده‌است.
سردر دانشگاه تهران در سال ۱۳۸۸ برای نخستین بار شسته شد. همچنین در بهار سال ۱۳۹۴ این سردر با همکاری سازمان زیباسازی و معاونت مالی اداری دانشگاه تهران پس از چهل و هفت سال مرمت شد.

## نمادشناسی

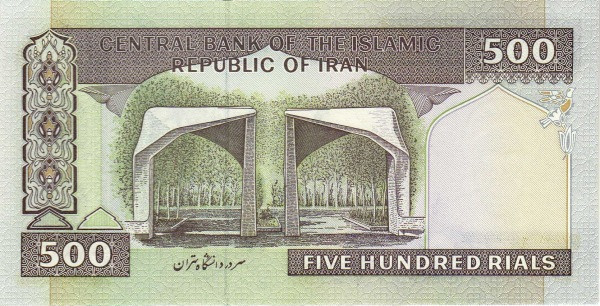
تصویر سردر دانشگاه تهران روی اسکناس پانصد ریالی

عکس درب دانشگاه تهران بر پشت اسکناس ۵ هزار تومانی

سردر دانشگاه تهران امروزه تبدیل به نمادی از چهرهٔ آکادمیک و آموزش عالی ایران شده‌است. همچنین سردر دانشگاه تهران به عنوان یک اثر ملی سالهاست که پشت اسکناس پانصد ریالی خودنمایی می‌کند و فراتر از یک نماد دانشگاهی در ذهن همهٔ مردم به عنوان یکی از نمادهای شهر تهران و حتی ایران مطرح شده‌است. به تازگی هم تصویری از این سردر بر پشت اسکناس‌های پنجاه هزار ریالی درج شده‌است.
دربارهٔ نمادشناسی این سردر ، چند دیدگاه وجود دارد:

### فلسفه سردر اصلی دانشگاه تهران
درباره فلسفه سر در دانشگاه ۲ دیدگاه وجود دارد؛ در دیدگاه اول، این بنا الهام گرفته از تصویر خیالی ۲ پرنده است که برای اوج گرفتن بالهایشان را باز کرده‌اند. در این دیدگاه علم و دانش به ۲ بال پرنده تشبیه شده‌اند که ورود به دانشگاه با آنها ممکن است و برای خروج از آن باید این بالها را تقویت کرد تا موجب صعود به فراز اجتماع شود.دیدگاه دوم نظری متفاوت دارد که بر طبق آن سردر دانشگاه تهران شبیه به کتابی باز است که در مقابل دیدگان قرار داده شده تا ارزش مطالعه و تحقیق را یادآوری کند‌.
اجرای این بنا به صورت بتن مسلح عریان (بتن آرمه اکسپوز) است و پایه ها در کنار هم به بالا می‌روند که نمادی از آزادی، آزادگی و مثبت اندیشی است. نگاه کردن به این سازه از دور، یک فضای باز شبیه طاق شکسته ایرانی را نشان می‌دهد که بیانگر به کارگیری معماری اصیل ایرانی در این بنای مدرن است.سردر دانشگاه تهران نماد زندگی شیرین دانشجویی و مکان پرطرفداری برای ثبت لحظات خاطره انگیز دانشجویان در کنار دوستان است.
- نمادی از آزادی و آزادگی و مثبت‌اندیشی است ،  اگر از دور به این سازه نگاه شود، پایه که نزدیک هم هستند؛ در بالا یک فضای باز شبیه طاق شکسته ایرانی را نشان می‌دهد ، که مبین به‌کارگیری معماری اصیل ایرانی است.(نظر استاد هوشنگ سیحون)
- تصویر خیالی از بال‌های دو پرنده‌ای است که برای اوج گرفتن و برخاستن از زمین آنها را گشوده‌اند. در واقع علم و دانش به دو بال همانند شده‌اند.
- به باور برخی دیگر سردر دانشگاه تهران نمادی از کتابی باز و گشوده در برابر دیدگان است که نشانگر ارزش خواندن، آموزش و پژوهش است.

## ثبت آثار ملی
این اثر در ۱۸ آبان ۱۳۷۸ به شماره ۲۴۴۵ در فهرست آثار ملی ایران به ثبت رسیده‌است.

## نگارخانه

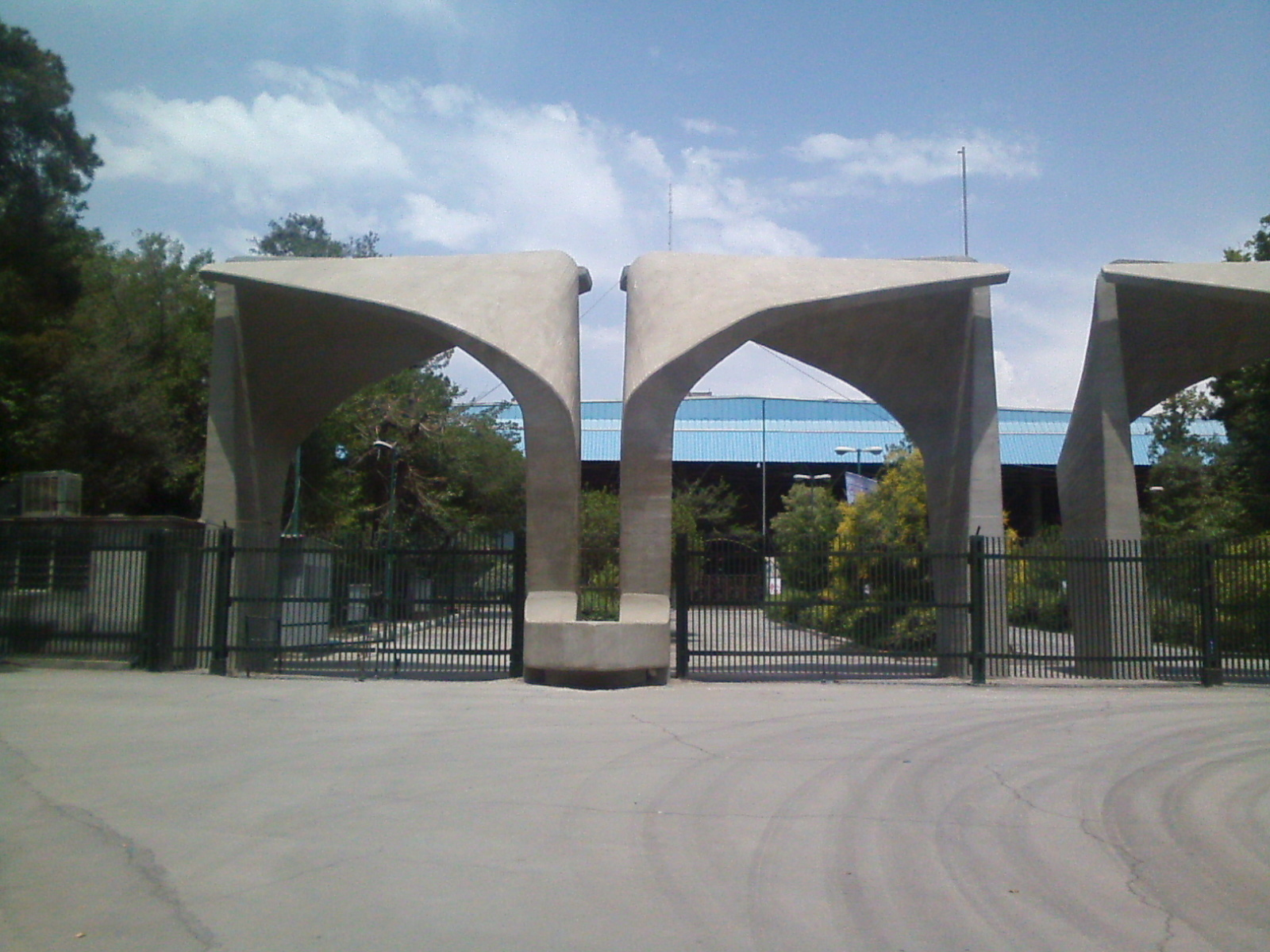
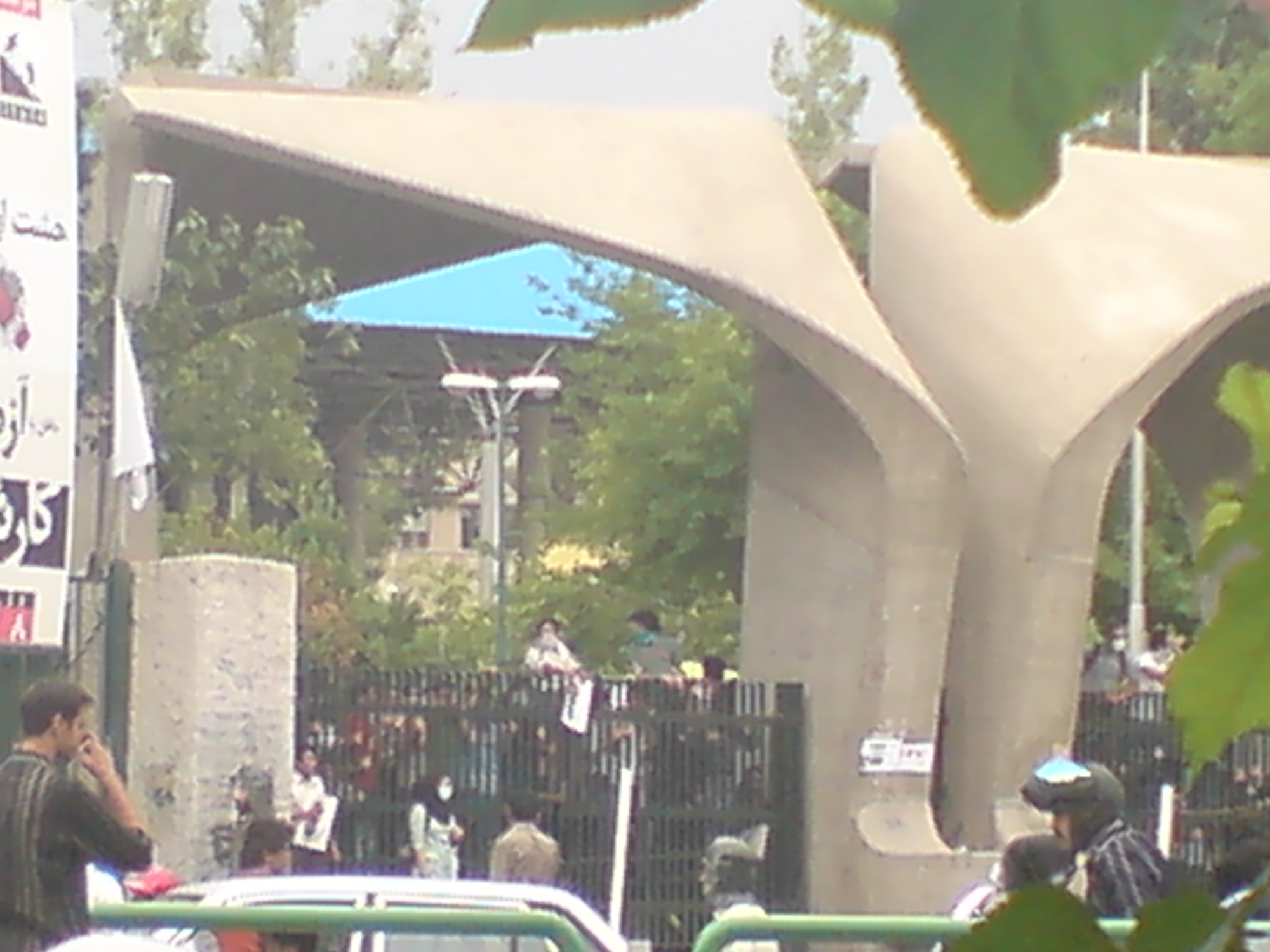
سر در دانشگاه در یکی از روزهای تظاهرات دانشجویی
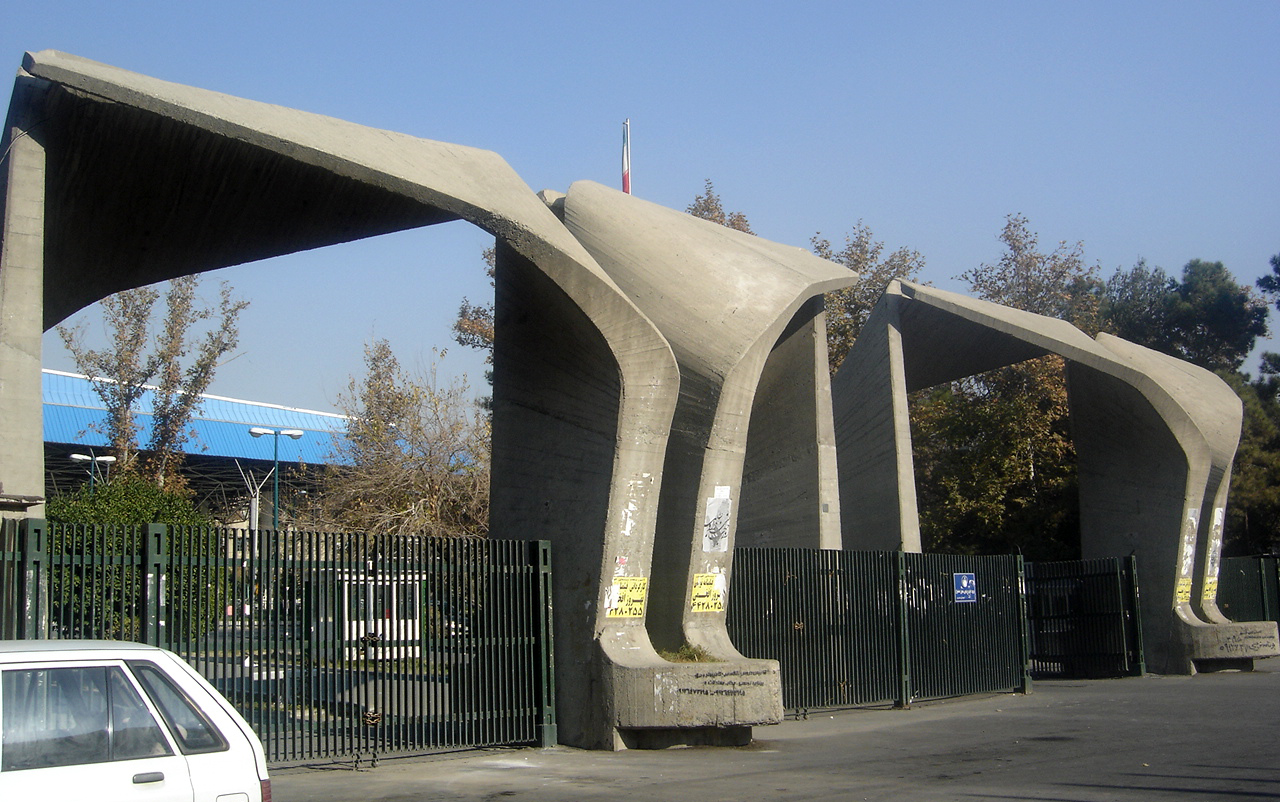